# 趙琦
趙琦（1583年—？），字伯玉，一字景韓，號廣霞，雲南臨安府寧州人，明朝政治人物。

## 生平
萬曆二十八年（1600年）庚子科雲南鄉試第十九名舉人，三十八年（1610年）庚戌科會試三十六名，第二甲第九名進士。刑部觀政，授直隸大名府開州知州，四十一年丁父憂，四十四年補河南開封府許州知州，四十六年陞工部營繕司員外郎，管磚廠，積弊俱清，陶戶戴德。奉敕巡歷山東，累官大名府知府。東省邪教猖獗，琦預選丁壯，繕器械城池，未幾盜起，賴以得全。改知保定府，刑清政簡，卒於官，殯殮不辦，巡撫遣吏資賻，大學士孫承宗以狀聞，欽命馳驛歸葬，入大名、保定名宦。

## 家族
曾祖趙永清；祖父趙遠，壽官；父趙儒鏜，教授贈奉直大夫，許州知州。母張氏（封太宜人）。慈侍下。子趙士儋、趙士倬、趙士僎。